# Csodagyerek

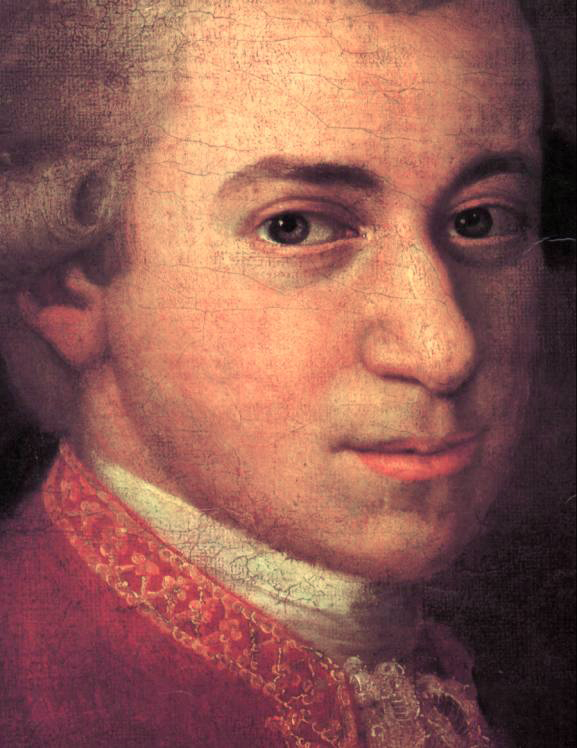
Mozart háromévesen már zenét szerzett

A pszichológiai kutatások irodalmában a csodagyerek kifejezés olyan személyeket takar, akik tízéves koruk alatt már felnőtteket meghaladó teljesítményt nyújtanak valamilyen tudományban, művészetben vagy sportágban. A csodagyerekek ritkák, egyes területeken pedig nem is léteznek. Az, ha valaki csodagyerek, nem jelenti azt, hogy képességei felnőttkorban is megmaradnak.

## Csodagyerekek

### Zene
- Wolfgang Amadeus Mozart
- Camille Saint-Saëns
- Fischer Annie
- Jevgenyij Igorevics Kiszin
- Lorin Maazel
- Yehudi Menuhin
- Milanollo
- Nyíregyházi Ervin
- Pártos István
- Tommy Vig
- Heintje Simons

### Sakk
- Bobby Fischer
- Samuel Reshevsky
- Polgár Judit
- Magnus Carlsen
- Szergej Alekszandrovics Karjakin
- Paul Morphy
- José Capablanca

## További információk

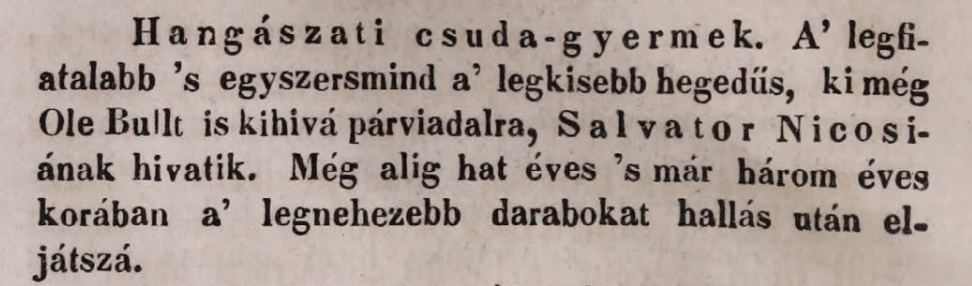
Híradás egy csodagyerekről (Hasznos Mulatságok 1839. szept. 21.)

### Matematika
- Shakuntala Devi
- Charles Fefferman
- Carl Friedrich Gauss
- Neumann János
- Erdős Pál
- Srínivásza Rámánudzsan
- Terence Tao

### Képzőművészetek
- Leonardo da Vinci
- Pablo Picasso
- Vang Hszimeng

### Filozófia
- Saul Kripke